# XKeyscore
XKeyscore (XKS) är ett hemligt datorverktyg som används inom den amerikanska underrättelsetjänsten National Security Agency (NSA).
XKeyscore är ett icke-kommersiellt datorverktyg som sammanställer all väsentlig information som visar en datoranvändares spår på Internet, framför allt e-posttrafik, onlinechattar, verksamhet på sociala media och webbsökningshistorik. Det är avsett för analytiker på NSA som letar efter potentiella terrorister, men kan självklart lika väl användas för att kartlägga andra datoranvändares internettrafik.
Användandet av XKeyscore avslöjades under 2013 genom visselblåsaren Edward Snowden. De första publiceringarna skedde i den brasilianska dagstidningen O Globo och den australiensiska dagstidningen The Sydney Morning Herald.
XKeyscore arbetar med hjälp av drygt 700 servrar i USA och i med USA allierade militära och civila institutioner i andra länder, liksom på amerikanska ambassader och konsulat i ett stort antal länder.

## XKeyscore och Sverige
I anslutning till avtalet UKUSA Agreement slöts 1954 ett hemligt avtal mellan USA, Storbritannien, Kanada, Australien och Nya Zeeland (benämnt Five Eyes) om underrättelsesamarbete och samarbete om delande av information. Enligt dokument som läckts av Edward Snowden fick Försvarets radioanstalt tillgång till XKeyscore.